# Barrage de Darbandikhan
Le barrage de Darbandikhan est un barrage d'Irak situé à Darbandikhan.

## Sources
- (en) www.ce.utexas.edu/prof/mckinney/ce397/Topics/Tigris/Tigris(2003).htm
- (fr) www.un.org/french/Depts/oip/background/latest/wu990201F.html